# Phellia murocincta
Phellia murocincta is een zeeanemonensoort uit de familie Sagartiidae. De anemoon komt uit het geslacht Phellia. Phellia murocincta werd in 1858 voor het eerst wetenschappelijk beschreven door Gosse. 